# هلئوس
هلئوس یا هلیوس ( به یونانی : Ήλιος ، به انگلیسی : Helius ) در اساطیر یونان باستان اولین و آخرین پسر پرسئوس و آی‌او (الهه راهنما) و نوه زئوس بود. پس از مرگ آی‌او پرسئوس با شاهزاده آندرومده ازدواج کرد و صاحب فرزندان دیگری شد، اطلاعات زیادی درباره سرنوشت هلئوس وجود ندارد اما با توجه به این که در سینمایی خشم تایتان ها پرسئوس شمشیر خود را به وی داد گمان میرود هلئوس نیز مانند پدرش یک جنگجوی بزرگ شود.